# Операция «Шаровая молния» (декабрь 1943)
Операция «Шаровая молния» (нем. Unternehmen «Kugelblitz») — первая фаза цикла антипартизанских операций 2-й танковой армии вермахта, проведённого в декабре 1943 года в Восточной Боснии и Санджаке с целью уничтожения частей 2-го ударного и 3-го Боснийского корпусов Народно-освободительной армии Югославии и тем самым устранения опасности их прорыва в Сербию, что было важно для немцев, особенно из-за коммуникаций, которые вели через неё на юг в Грецию и Албанию. Операция состоялась в период со 2 по 16 декабря 1943 года.
Осенью 1943 года немецкие войска овладели полосой побережья Адриатического моря, занятой силами Народно-освободительной армии Югославии (НОАЮ) после капитуляции Италии. Однако им не удалось организовать её прочную оборону перед лицом возможной высадки войск западных союзников на Балканах, так как части НОАЮ продолжали контролировать обширную внутреннюю территорию, а также некоторые прибрежные участки и острова. Линии коммуникаций, ведущие из долины Савы к побережью Адриатического моря, в основном контролировались партизанами или подвергались их атакам. В то же время штаб главнокомандующего на Юго-Востоке располагал сведениями о сосредоточении в Восточной Боснии и Санджаке сил НОАЮ для последующего прорыва в Сербию, через которую пролегали основные пути из Центральной Европы в Албанию, Грецию, Болгария и Турцию. С учётом растущей угрозы системе немецкой обороны Балканского полуострова со стороны партизан Тито, Верховное командование вермахта (ОКВ) приказало своим войскам на Балканах провести зимой 1943/1944 года цикл наступательных операций, направленный на уничтожение основных сил НОАЮ. Исполнение приказа возлагалось на командование 2-й танковой армии. Открывала цикл начатая 2 декабря 1943 года операция «Шаровая молния», непосредственное руководство которой осуществлял штаб 5-го горного армейского корпуса СС. Боевые действия велись в тяжёлых зимних условиях на обширной труднопроходимой местности. Немцы уже в первый день операции уничтожили в бою у Приеполя значительную часть 1-й Шумадийской бригады и нанесли урон другим частям 2-й Пролетарской дивизии. Впоследствии значительные потери понесла 5-я Краинская дивизия, однако силам операции не удалось ликвидировать ни одной из окружённых партизанских частей.
Немецкое командование, не удовлетворённое достигнутым результатом, организовало без промедления вторую операцию, проводимую теми же силами и с той же целью под новым условным названием «Шнештурм» (нем. Unternehmen «Schneesturm»). Операция длилась с 18 по 28 декабря 1943 года, однако в итоге имела ещё меньший успех. Войска НОАЮ вышли из окружения и сохранили своё присутствие в Восточной Боснии, а планируемый прорыв югославских дивизий в Сербию получил лишь временную отсрочку.
Операция «Шаровая молния» также известна в югославской историографии как Лимско-Дринская операция (сербохорв. Limsko-drinska operacija). Наряду с этим цикл операций, включавший «Шаровую молнию», проведённый 2-й танковой армией зимой 1943/1944 года на территории Независимого государства Хорватия (НГХ) и в Санджаке, в югославской историографии называется «Шестым вражеским наступлением».

## Предыстория
Капитуляция Италии была воспринята югославским населением как свидетельство приближающегося поражения стран «оси» и способствовала готовности большой части людей присоединиться к предполагаемому победителю. Таким всё больше выглядело народно-освободительное движение Югославии. Это вызвало приход в ряды НОАЮ около 80 тысяч новых бойцов. Оружие и боеприпасы, захваченные партизанами при массовом участии народа у разоружённых ими итальянских воинских подразделений, позволили в основном вооружить пополнение и сформировать в сентябре — октябре 1943 года 32 новые бригады, 8 дивизий и 4 корпуса. В подконтрольных партизанам районах Боснии и Герцеговины, Славонии и ряде других областей, а также на обширных территориях бывшей зоны итальянской оккупации в Истрии, Словенском Приморье, Люблянской провинции, Хорватском Приморье, Далмации и Черногории действовала либо находилась в процессе становления повстанческая, революционная власть, создававшаяся при ведущей роли КПЮ.
На капитуляцию Италии вермахт ответил операцией «Ось», стремясь как можно быстрее взять под свой контроль итальянскую зону оккупации. К операции начали готовиться заранее, с момента устранения Муссолини от власти в ходе государственного переворота 25 июля 1943 года. Была проведена реорганизация структуры командования на Юго-Востоке: 26 августа в Белграде начал действовать штаб группы армий «Ф», перенявший от группы армий «Е» функции главнокомандования. С Восточного фронта в Крагуевац перевели штаб 2-й танковой армии, которому подчинили немецкие и прогерманские войска в НГХ, Черногории и Албании. Незадолго до объявления капитуляции к прибрежной полосе югославской Адриатики подтянули 114-ю егерскую дивизию (район Книна и Дрниша), 118-ю егерскую дивизию (Шавник и Плевля), а также 7-ю горнопехотную дивизию СС «Принц Евгений» в район Мостара. После объявления капитуляции германские войска заняли большие адриатические порты, разоружили и пленили большую часть итальянских воинских частей, однако под контролем партизан осталась значительная часть прибрежной полосы Словенского Приморья, Истрии, Хорватского Приморья, Средней Далмации от Сплита до Неретвы со всеми островами, а также внутренние районы Адриатики. Временное привлечение частей 2-го танкового корпуса СС группы армий «Б» из Италии позволило немцам обеспечить значительное превосходство сил над партизанами в Словении и Истрии. В результате последующего проведения цикла операций «Истрия» в период с 25 сентября по 12 ноября 1943 года немцы нанесли здесь значительные потери войскам НОАЮ и восстановили оккупационный режим на большей части территории.
Более проблематично происходило отвоёвывание у партизан итальянской зоны оккупации в Санджаке, Южной Черногории и других районах, где немецкие войска не могли получить помощь с других фронтов. Так, ход операций, начатых в прибрежной зоне к концу октября, вынудил немцев отложить завоевание этого района на несколько недель. С группы островов у Шибеника пришлось снова эвакуировать 28 октября немецкие подразделения из-за недостатка сил. Отступлением закончилась высадка на остров Брач, а отвоёвывание полуострова Пелешац заняло 19 дней вместо планируемых 3 дней (операция «Хербстгевиттер», 23 октября — 11 ноября 1943 года). Неудачи, понесённые во время этой операции, были не только результатом неожиданно жёсткого сопротивления партизан в условиях труднопроходимой местности, но и участием в боевых действиях союзных ВВС.
Оценивая обстановку на Балканах по состоянию на 1 ноября 1943 года, главнокомандующий на Юго-Востоке генерал-фельдмаршал фон Вейхс отметил, что боевые действия в зоне его ответственности «утратили характер борьбы с бандитизмом» и в обозримом будущем приведут к образованию «большевистского боевого района» на всём Юго-Востоке, непосредственно у границ рейха. Потеря Восточной Боснии и Северной Черногории создала неминуемую опасность для вермахта в Сербии и грозила навязать немецкому руководству чисто оборонительную стратегию. По оценке фон Вейхса, Тито стал явно «самым опасным противником», а война против НОАЮ теперь имела больший приоритет, чем оборона Адриатического побережья от высадки союзников.
Хотя немецкие войска в осенних операциях отбили у партизан побережье Адриатического моря, организовать его прочную оборону вермахту не удалось. НОАЮ продолжала контролировать обширную внутреннюю территорию, угрожать глубокому тылу немцев, а также занимала некоторые прибрежные участки и острова. Линии коммуникаций, ведущие из долины Савы к побережью Адриатического моря, в основном были заняты партизанами или подвергались их атакам. Позиции НОАЮ в средней и западной части Югославии создавали условия для переноса вооружённой борьбы в восточные области страны. Для реализации этой задачи Верховный штаб НОАЮ намеревался направить в Сербию свои сильные соединения, расположенные в Черногории, Санджаке и Восточной Боснии, чтобы создать угрозу главным коммуникациям немцев в Моравско-Вардарской долине и установить прочную связь с народно-освободительными движениями в Греции, Албании и Болгарии. С этой операцией командование НОАЮ также связывало надежды разбить и уничтожить формирования четников Дражи Михайловича. В такой обстановке немецкими войсками с большим трудом удерживались линии коммуникаций Славонски-Брод — Сараево — Мостар — Дубровник, Сисак — Бихач — Книн — Сплит и Загреб — Карловац — Огулин. Главнокомандование на Юго-Востоке беспокоила ситуация в Восточной Боснии и Санджаке, где сосредоточились соединения 2-го ударного и 3-го Боснийского корпусов, 5-я и 16-я дивизии НОАЮ. По его оценке, прорыв партизанских дивизий в Сербию, через которую проходили основные коммуникации из Центральной Европы в Албанию, Грецию, Болгария и Турцию, вызвал бы серьёзные трудности для дальнейшей организации обороны Балкан.
Учитывая потенциальную угрозу высадки западных союзников на Балканском полуострове и прорыва в этот регион Красной армии через Румынию и Болгарию, Верховное командование вермахта приказало своим войскам на Балканах провести зимой 1943/1944 года цикл наступательных операций, направленных на уничтожение основных сил НОАЮ. В свою очередь главнокомандующий на Юго-Востоке отдал приказ штабу 2-й танковой армии (2-я ТА) подготовить наступательные операции против НОАЮ в центральной части Югославии, между побережьем Адриатического моря и реками Купа, Сава, Дрина и Лим.

## Подготовка к операции, планы и силы сторон

### Немецкие войска
Подготовка 2-й танковой армии к первой операции по уничтожению большей части НОАЮ была сопряжена с трудностями из-за ограниченности наличных сил и средств и возможностей вермахта по их укреплению. Чтобы создать перевес над партизанской группировкой в одной крупномасштабной операции, германскому командованию надо было уменьшить присутствие своих войск в других важных районах оккупированной территории Югославии, охваченных массовым народно-освободительным движением. Обсуждение операции началось с середины октября 1943 года. Командование 2-й ТА связывало с операцией, по крайней мере первоначально, надежду нанести решающий удар по «партизанскому государству в Восточной Боснии». Однако, по заключению историка Клауса Шмидера, в течение следующих недель такая надежда трансформировалась скорее в оборонительную цель предотвращения запланированного вторжения соединений НОАЮ из Восточной Боснии в Сербию. Хотя главнокомандующему на Юго-Востоке генерал-фельдмаршалу фон Вейхсу удалось после нескольких попыток добиться разрешения на использование в планируемой операции 1-й горнопехотной дивизии, которая находилась в резерве для отражения возможного союзного десанта на Балканы, наличные силы 2-й танковой армии по-прежнему ограничивали цели предстоящей операции.
Прибытие в октябре 1943 года 181-й пехотной дивизии не облегчило проблемы подготовки к операции из-за переброски на Восточный фронт 3-го танкового корпуса СС, завершившейся до конца ноября 1943 года. Включение 26 октября в состав 2-й ТА нового штаба 5-го горного армейского корпуса СС также являлось скорее административно-командной мерой, так как не сопровождалось поступлением войсковых частей. По оценке Клауса Шмидера, ещё два новых соединения, поступивших в состав 2-й ТА, отвечали принятой с октября 1942 года концепции ведения войны на «второстепенном Югославском театре военных действий условно боеспособными воинскими частями». Таковыми были 1-я казачья и 264-я пехотная дивизии. Первая, ввиду непригодности для войны с Красной армией, а вторая, — по причине её малой мобильности из-за отсутствия транспортных средств. Кроме вышеприведенного, ещё 3 дивизии должны были прибыть в состав 2-й танковой армии до конца 1943 года: 371 пехотная дивизия (поступила в январе 1944 года), 277-я пехотная и 367-я пехотная дивизии находились в процессе формирования, при этом в штабе главнокомандующего на Юго-Востоке только 6 декабря узнали, что они должны за счёт своих внутренних резервов комплектовать вторую из них командирскими кадрами (обе дивизии вступили в состав армии соответственно в январе и марте 1944 года).
Учитывая недостаточность сил 2-й ТА для проведения масштабной операции окружения и уничтожения противника, было принято решение о проведении зимой 1943/1944 года нескольких операций с ограниченными целями вместо одной большой. В этих операциях планировалось зачистить от партизан Восточную Боснию и Санджак для устранения непосредственной угрозы оккупированной Сербии; захватить центральные острова Далмации, необходимые для защиты от возможного вторжения западных союзников, и ликвидировать некоторые партизанские группировки в НГХ.
7 ноября 1943 года на совещании командиров корпусов и дивизий в штабе 2-й танковой армии был разработан план предстоящего цикла зимних операций, который должен был начаться в первых числах декабря. Согласно общему замыслу, открывал цикл 5-й горный армейский корпус СС операцией под условным названием «Кугельблиц», в переводе с нем. «Шаровая молния». Ему предстояло действовать в Восточной Боснии и Санджаке. На 15-й горный армейский корпус возлагалась задача борьбы с партизанами в Далмации, на Кордуне и Бании. По завершении этих операций обоим корпусам надлежало в начале января 1944 года перевести боевые действия в Западную Боснию (операция «Вальдрауш»), Северную Далмацию, Лику, Горски-Котар и Хорватское Приморье.
Планом операции «Шаровая молния» основная роль отводилась 1-й и 7-й горнопехотным дивизиям, способным воевать в труднодоступной горной местности. По оперативному замыслу, вспомогательные силы, наступая с трёх направлений, должны были охватить партизанскую группировку и, сжимая тиски, образовать прочный рубеж блокирования района операции по линии: Сараево — Соколац — Хан-Песак — Власеница — Сребреница — правый берег Дрины от Рогатицы до Брусницкого ручья. Эта задача отводилась 369-й пехотной дивизии и 92-му гренадерскому моторизованному полку, наступающим с западного направления, 187-й резервной пехотной дивизии — с северного направления, а также болгарской 24-й пехотной дивизии, действующей совместно с частями одного немецкого полицейского полка и Русского охранного корпуса с восточного направления. В то же время главные силы операции — 1-я горнопехотная дивизия (из района Сьеницы) и 7-я дивизия СС «Принц Евгений» (из района Гацко — Невесине) — должны были быстрыми ударами отбросить на север к линии блокирования югославские соединения 2-го ударного корпуса (2-я и 5-я дивизии) и 3-го Боснийского корпуса (17-я и 27-я дивизии) в готовящийся котёл окружения в районе восточнее Сараева и там их уничтожить. Тем самым немцы рассчитывали пресечь планируемую атаку НОАЮ на Южную Сербию.
Кроме вышеперечисленных воинских частей к операции привлекались подразделения 2-го полка дивизии «Бранденбург-800», 1-й резервный егерский полк, 901-й моторизованный учебный полк, домобранская 1-я горная бригада и ряд других формирований. Общая численность войск, задействованных в операции «Шаровая молния», составляла около 70 тысяч человек. Непосредственное руководство операцией возлагалось на командира 5-го горного армейского корпуса СС обергруппенфюрера Артура Флепса. Начало операции назначили на 2 декабря 1943 года.

### Югославские войска
В ноябре 1943 года соединения и части 3-го Боснийского корпуса и 16-й Воеводинской дивизии занимали большую часть Восточной Боснии. Новосформированные части 3-го корпуса пребывали в фазе организационного слаживания и укрепления. 5-я Краинская дивизия, временно подчинённая 2-му ударному корпусу, находилась южнее, в долине Лима, Уваца и на Златиборе, и была ориентирована на Ужице. 2-я Пролетарская дивизия 2-го корпуса пребывала в районе Плевля, Бродарево и Приеполя, располагая свои бригады в сторону Сьеницы и Нова-Вароши. По приказу Верховного штаба НОАЮ (ВШ) 2-я Пролетарская и 5-я Краинская дивизии готовились к прорыву в Сербию.
Штаб 3-го Боснийского корпуса планировал с одобрения ВШ овладеть городами Тузлой и Зворником и перенести центр боевых действий в северную часть Восточной Боснии. В первых числах декабря началась перегруппировка его соединений. Бригады 27-й Восточно-Боснийской дивизии с южных склонов горы Яхорина отправились на Романию, чтобы заменить там 17-ю Восточно-Боснийскую дивизию, ориентированную на долину Спречи и бассейн Тузлы в процессе подготовки совместного с 16-й дивизией наступления на Тузлу.
Штабы 3-го корпуса, а также 2-й и 5-й дивизий не располагали разведывательными сведениями о запланированном немцами наступлении и были застигнуты операцией «Шаровая молния» врасплох. Общая численность захваченных немецкой операцией 2-й, 5-й, 17-й и 27-й дивизий составляла около 10 тысяч человек.

## Периодизация зимних операций в Восточной Боснии и Санджаке в историографии
В отношении датирования цикла зимних операций, проведённых 2-й танковой армией в Восточной Боснии, в немецкой и югославской историографии имеются некоторые различия. Согласно Клаусу Шмидеру, операция «Шаровая молния» происходила со 2 по 16 декабря 1943 года, а следующая за ней операция «Шнештурм» — 18—27 декабря 1943 года.
Югославский историк Младенко Цолич описывает события, как оборонительные операции 3-го Боснийского корпуса НОАЮ во время немецких наступательных антипартизанских операций. У него это Лимско-Дринская операция (операция «Кугельблиц») и датируется она 3—15 декабря 1943 года. Соответственно второй этап, Кривайская операция (операция «Шнештурм»), охватывает период с 18 по 31 декабря 1943 года.
Наряду с этим издание «Хронология народно-освободительной войны 1941—1945» отмечает время проведения Лимско-Дринской операции или операции «Шаровая молния (Кугельблиц)» 3—16 декабря 1943 года. Кривайская операция или операция «Шнештурм» датируется 18—28 декабря 1943 года.

## Ход боевых действий в Восточной Боснии и Санджаке

### Операция «Шаровая молния»
Первыми начали боевые действия 2 декабря 1943 года вспомогательные силы операции. Вслед за ними 3 декабря развернули наступление главные силы. 7-я дивизия СС выступила из долины Неретвы через Невесине и Билечу, заняла линию Невесине — Гацко и с неё продолжила наступление в направлении горы Яхорина и долины Дрины. В процессе выхода на исходный рубеж она с потерями и трудностями преодолела сложную заснеженную местность и сопротивление 29-й Герцеговинской дивизии, части которой уклонились от главного удара и окружения превосходящего их по силе противника и остались за пределами района операции.
В тот же день, 3 декабря, начала наступление 1-я горнопехотная дивизия (1-я гпд), действовавшая совместно с моторизованными подразделениями 2-го полка дивизии «Бранденбург-800» на фронте Нова-Варош — Бродарево. Её наступающие колонны наносили главный удар из района Сьеницы в направлении Приеполя и Плевли. Немцы знали точное расположение сил 2-й Пролетарской дивизии. По правому берегу Лима они обошли одной колонной два батальона 2-й Пролетарской бригады в Кошевине и вошли в Приеполе, где располагался 3-й батальон 1-й Шумадийской бригады. Немецкая атака застала 2-ю Пролетарскую и 1-ю Шумадийскую бригады врасплох. Пользуясь внезапностью, подразделение полка «Бранденбург» с налёта захватило мост на Лиме. Во взаимодействии с другими подошедшими силами, немцы блокировали на левом берегу Лима, недалеко от моста, два батальона и госпиталь 1-й Шумадийской бригады. В драматическом бою значительная часть Шумадийской бригады была уничтожена. Тяжёлые потери понесла также 2-я Пролетарская бригада. Развивая наступление, 1-я гпд разбила оборону 2-й Пролетарской дивизии и открыла себе путь на Плевлю. К полудню 5 декабря моторизованные подразделения немцев прорвались в город. Отступающие части 2-го корпуса и раненые успели покинуть Плевлю, но оставили противнику большое количество продовольствия и других материалов.
Заняв 4 декабря Приеполе, а 5 декабря Плевлю, 1-я гпд устремилась к Бродарево, Джюрджевича-Таре, Горажде и Прибою. Штаб 2-го ударного корпуса предпринимал попытки остановить немецкое продвижение. По его приказу 5-я Краинская дивизия направила 4-ю бригаду и два батальона 10-й бригады на левый берег Лима, чтобы те закрыли во взаимодействии с частями 2-й Пролетарской дивизии направление Плевля — Чайниче. Однако утром 6 декабря 98-й полк 1-й горнопехотной дивизии отбросил подразделения 2-й Далматинской бригады, взял Чайниче и продолжил движение к Устипраче и Горажде, где установил контакт с 7-й дивизией СС. К этому времени все части 2-й Пролетарской дивизии отошли южнее дороги Приеполе — Плевля — Чайниче за левый берег Чехотины. Таким образом, 5-я Краинская дивизия была отделена от частей 2-го ударного корпуса. Хотя в тот же день она отбила все атаки 99-го полка 1-й горнопехотной дивизии, наступавшего вдоль Лима в сторону Прибоя, анализ обстановки указывал на стремление 1-й горнопехотной дивизии охватить её с фланга. Кроме того, существовала опасность того, что продвижение 98-го и 99-го горнопехотных полков в направлении Плевля — Рудо рассечёт 5-ю дивизию на две части. Учитывая это, штаб 5-й дивизии принял 7 декабря решение вернуть свои подразделения на правый берег Лима и переместить дивизию в район Рудо и Вишеграда, где оценить дальнейшее развитие обстановки. 8 декабря до 16 часов все подразделения дивизии переправились через Лим по мосту в Рудо.
7 декабря партизаны 17-й Восточно-Боснийской дивизии захватили боевой приказ 2-го батальона 482-го полка 187-й резервной пехотной дивизии, содержавший сведения о задачах операции. Оценив её масштаб и цели, командование 3-го Боснийского корпуса проинформировало Верховный штаб НОАЮ. Тот немедленно приказал рассредоточить силы в случае сильного давления противника и не принимать решительных оборонительных сражений. 5-й Краинской дивизии было дано указание удержаться в Санджаке и Западной Сербии. Однако дивизии пришлось отступить под натиском противника из долины Лима и Уваца в Вишеград. В ночь с 9 на 10 декабря она переправилась через Дрину в район Рогатицы, перекрыв пути от Горажде и Вишеграда. Здесь её состав пополнила 1-я Южно-Моравская бригада, прибывшая из Сербии по указанию Верховного штаба. Руководствуясь наставлениями ВШ, штаб 3-го корпуса отдал распоряжение 17-й дивизии оставить направление Власеницы и развивать действия в направлении Тузлы и Добоя. 27-й дивизии было приказано ударами с флангов и тыла задержать продвижение немцев на направлении Соколац — Власеница и обеспечить связь с 5-й Краинской дивизией.
9 декабря немецкие войска заняли линию блокирования Сараево — Соколац — Хан-Песак — Власеница — Сребреница — правый берег Дрины от Рогатицы до Брусницкого ручья. 10 декабря они овладели Вишеградом и таким образом создали условия для окружения и уничтожения партизанских сил в районе Соколовичей и гор Явор и Деветак. В это время на том пространстве оставались 5-я и 27-я дивизии НОАЮ. Остальные партизанские соединения уклонились от ударов противника и находились за пределами обруча.
13 декабря штаб 3-го Боснийского корпуса принял решение о выходе из окружения 27-й и 5-й дивизий. 27-я Восточно-Боснийская дивизия должна была прорываться через дорогу Соколац — Власеница, чтобы далее продолжить действия в рудном бассейне Вареша и Брезы. В ночь с 13 на 14 декабря 27-я дивизия пробилась из вражеского кольца южнее Хан-Песака. Местами ей довелось вести ожесточённые бои с немецкими войсками, контролировавшими дорогу при поддержке танков. 5-й дивизии надлежало выходить к Дрине и, в случае сложной обстановки — через реку в Сербию. В условиях отсутствия достаточных сведений о расположении немецких войск, штаб дивизии принял ошибочное решение уходить к восточным склонам горы Яхорина, фактически навстречу превосходящим силам 7-й и 1-й горнопехотных дивизий. 15 декабря бригады 5-й дивизии сошлись с противником во встречном бою. Отбивая атаки немцев и теряя людей, части дивизии к концу дня отступили к южным и юго-восточным склонам Деветака. В ночь с 15 на 16 декабря дивизии удалось с боем пробиться из окружения к югу от Хан-Песака. Несмотря на потери, понесённые дивизиями 2-го и 3-го корпусов НОАЮ, операция «Шаровая молния» не оправдала ожиданий. В окружении не осталось ни одной партизанской части, ни одна из них не была уничтожена.

### Операция «Шнештурм»
Результат операции «Шаровая молния» не удовлетворил немецкое командование, включая Гитлера. Согласно дневниковой записи начальника штаба оперативного руководства ОКВ Альфреда Йодля, Гитлер так разозлился из-за получившегося «хлопка воздуха», что даже выдвинул полностью нереалистичное требование подготовить в будущем на каждую дивизию по одному десантному батальону, чтобы во время крупных антипартизанских операций блокировать места прорыва противника из окружения.
Для исправления сложившегося положения почти без промедления спланировали новую операцию под условным названием «Шнештурм» (в переводе с нем. — снежная буря, метель, вьюга, пурга). Цель акции состояла в том, чтобы силами, уже развёрнутыми в операции «Шаровая молния», вытеснить на запад к реке Босна действующие в Восточной Боснии соединения НОАЮ, как уже охваченные предыдущей операцией, так и 12-ю и 16-ю дивизии, и там их уничтожить. Начало операции назначили на 18 декабря 1943 года.
При подготовке операции были учтены проблемы предыдущих подобных немецких кампаний, а также неудовлетворительный исход «Шаровой молнии». Если в предыдущей операции сначала планировалось окружение района сосредоточения партизан, а уже затем их уничтожение, то в этот раз немцы не стремились образовать кольцо, но рассчитывали, постоянно тесня части НОАЮ, измотать их в боях и вынудить к отступлению на запад в труднопроходимый район между реками Кривая и Босна, где могли успешно действовать германские горнопехотные дивизии. Меры предупреждения прорыва партизан в тыл наступающих немецких частей предусматривали эшелонирование немецких войск по глубине на направлениях возможного прорыва, обеспечение флангов, надёжную радиосвязь, повышение взаимодействия и взаимопомощи подразделений. Приказ командира 5-го горного армейского корпуса СС Артура Флепса о проведении операции «Шнештурм» содержал новые требования к ведению боевых действий. Так, чтобы не допустить прорыва противника, дивизии должны были предварительно эшелонировать фланги и, размещая за ними резервы, быть готовыми к бою на окружение. В то же время, Флепс, отступив от традиций, требовал: «Формирование котла окружения не предназначено. Командиры даже небольших боевых групп (БГ) должны всегда стремиться охватить противника и сразу поддерживать боевые действия соседей ударами во фланг и тыл противостоящего врага». Тем самым, по оценке Клауса Шмидера, Флепс переносил на оперативный уровень принятый им и Рендуличем принцип проведения нескольких операций с ограниченными целями вместо одной крупной. За этим читалось убеждение, что если попытка окружить несколько крупных партизанских соединений, очевидно, была обречена на сплошной провал, приходилось довольствоваться успехами на уровне батальона и полка.
Согласно замыслу, вспомогательные силы операции занимали левый берег Босны от Сараева до Добоя. В то же время главным силам операции надлежало провести концентрическое наступление с линии Сараево — Власеница — Тузла — Добой, вытеснить части НОАЮ в долину Босны и там их уничтожить.
Задача блокирования района операции по левому берегу Босны отводилась подразделениям хорватской 369-й пехотной дивизии, полицейским и домобранским частям. 1-я и 7-я горнопехотные дивизии, 1-й резервный егерский полк и одна боевая группа 369-й дивизии должны были развивать концентрическое наступление с дорог Сараево — Власеница и Тузла — Добой, постепенно тесня части 3-го Боснийского корпуса в долину Босны. Одновременно с этим частям 187-й пехотной дивизии, 901-му моторизованному учебному полку и усташско-домобранским силам предстояло зачистить от партизан Маевицу, Посавину и Требаву.
Боевые действия возобновились 18 декабря наступлением 1-й и 7-й горнопехотных дивизий, боевой группы 369-й пехотной дивизии и 1-го резервного егерского полка с линий Власеница — Соколац и Тузла — Добой в направлении к рубежу блокирования. В районе новой немецкой операции в то время находились 5-я, 17-я и 27-я дивизии НОАЮ. Намерения немцев заметили в штабе 3-го Боснийского корпуса. Было принято решение рассредоточить силы и выйти из района окружения по нескольким направлениям. 25 декабря 7-я дивизия СС и части 369-й пехотной дивизии окружили в районе Вареша 5-ю Краинскую и 27-ю Восточно-Боснийскую дивизии, однако им удалось прорваться следующей ночью в северо-восточном и юго-западном направлениях. 5-я Краинская дивизия пробилась через Конюх на Романию. 27-я дивизия прорвалась на юг через гору Звиезда минуя город Олово. 26/27 декабря 17-я Восточно-Боснийская дивизия пробилась из района горы Озрен около села Туловичи в тыл 99-го полка 1-й горнопехотной дивизии и до 29 декабря прибыла в Бирач. Когда немецкие войска вышли на юго-восточные склоны Озрена и на рубеж Рибница — Вареш, в кольце не осталось партизанских частей. Последовавшее за этим предложение Флепса организовать преследование партизанских дивизий было отклонено ввиду приближающихся сроков ранее запланированного проведения в Западной Боснии следующей фазы цикла — операции «Вальдрауш» (нем. Unternehmen «Waldrausch», в переводе с нем. «Лесной шум»).
Действия немцев в северной части Восточной Боснии также были безуспешными. 16-я Воеводинская дивизия разделилась на две группы и, умело маневрируя на Маевице, в Бираче, Посавине и Требаве, уклонилась от ударов противника. 28 декабря немецкая операция завершилась. Таким образом, результат операции «Шнештурм» оказался ещё более разочаровывающим, чем у «Шаровой молнии». По заключению историка Клауса Шмидера, с учётом того, что 5-я и 27-я дивизии НОАЮ впоследствии собрались на восточно-боснийской Романии, первоначальная цель «зачистки Восточной Боснии» от партизан была явно упущена.
Вместе с тем события, вызванные немецкой операцией «Шнештурм», на этом не завершились. Чтобы отвлечь внимание немецкого командования от Восточной Боснии и облегчить положение 3-го Боснийского корпуса НОАЮ, основные силы 5-го Боснийского корпуса, усиленные двумя бригадами 1-го Пролетарского корпуса, предприняли операцию с целью овладения городами Баня-Лука, Босанска-Градишка и Приедор. В этой крупной акции, которая в историографии известна как Первая Баня-Лукская операция, участвовали 8 бригад, 5 партизанских отрядов и 3 артиллерийских дивизиона. Бои длились с 31 декабря 1943 года по 2 января 1944 года. Партизаны овладели большей частью Баня-Луки, однако им не удалось взять Босанска-Гридишку и перерезать пути подвода немецких подкреплений осаждённому гарнизону Баня-Луки. После тяжёлых боёв, в которых обе стороны понесли значительные потери, штурм города был прекращён 2 января 1944 года. По мнению Клауса Шмидера, лишь только успешную оборону Баня-Луки можно рассматривать как косвенное достижение операции «Шнештурм».

## Последующие события зимней кампании 2-й танковой армии

### Декабрь 1943 года

#### Операция «Цитен»
Вслед за операцией «Шаровая молния» 15-й горный армейский корпус провёл в период с 4 по 12 декабря 1943 года наступление против частей 8-го Далматинского корпуса НОАЮ на Динаре в Далмации. В операции под условным названием «Цитен» (нем. Unternehmen «Ziethen») участвовали: большая часть 118-й егерской дивизии (без 750-го полка), 741-й полк 114-й егерской дивизии, подразделения 264-й пехотной дивизии, 1-й моторизованный полк (по другим данным 4-й полк) дивизии «Бранденбург-800», 5-я усташская оперативная бригада, домобранский 15-й пехотный полк и группа четников (численностью около 600 человек). Цель операции заключалась в нанесении дивизиям 8-го корпуса максимального урона и вытеснении их в сторону Боснии, как можно дальше от побережья Далмации, чтобы обеспечить тыл немецких войск в случае высадки десанта западных союзников. Наряду с этим, по мнению Клауса Шмидера, основное внимание операции уделялось, скорее, ликвидации «центра снабжения банд», из которого распределялась большая часть оружия, поступающего из Италии по воздуху и морю в рамках союзной военной помощи НОАЮ.
Наступая при поддержке танков в основном вдоль дорог, немцы в ожесточённых боях заняли 4 декабря Ливно, а на следующий день — Дувно. После этого основные сражения происходили в треугольнике Ливно — Дувно — Шуица. 8-й корпус, усиленный по приказу Верховного штаба НОАЮ четырьмя бригадами 1-го Пролетарского корпуса, предпринял в ночь с 8 на 9 декабря контратаки с целью отбить утраченные Ливно и Дувно, а с 17 на 18 декабря — Шуицу. Однако оба контрудара успеха не принесли, преодолеть немецкую оборону партизанам не удалось. После этого, по согласованию с Верховным штабом НОАЮ, 8-й корпус перешёл 19 декабря к обороне. Историк Никола Анич отмечает, что боевые действия в ходе операции «Цитен» были одними из самых сложных из числа навязанных противником 8-му корпусу. Сведения о потерях сторон в ходе операции отсутствуют. Хотя немцы достигли своей цели и прошли по оперативной зоне 8-го корпуса, им не удалось ни окружить, ни уничтожить ни одного партизанского подразделения: ни единой роты, не говоря уже о батальонах. Объём захваченных немцами трофеев также был скорее разочаровывающий: 204 винтовки и 29 пулемётов. Вместе с тем после завершения операции части 8-го Далматинского корпуса вернулись в свои прежние оперативные зоны.

#### Операция «Пантера»
По оценке историка Клауса Шмидера, «намного более амбициозной с точки зрения целей и масштабов» была операция 15-го горного армейского корпуса под условным названием «Пантера» (нем. Unternehmen «Panther»), проведённая в период 7—20 декабря в Западной Хорватии на Кордуне и Бании с акцентом на районы Петрова-Горы и прилегающей к ней Шамарицы, известные долгое время как партизанские убежища. Согласно приказу о проведении операции «Пантера» от 1 декабря 1943 года, её целью был прежде всего захват или уничтожение зимних запасов соединений НОАЮ, а также разрушение партизанских баз. Кроме того, впервые после операции на Козаре, планировалась масштабная депортация, если не всего населения, то мужчин призывного возраста.
В операции участвовали: 371-я пехотная дивизия вермахта, части 373-й (хорватской) пехотной дивизии, большая часть русской 1-й казачьей дивизии и усташско-домобранские формирования силой до 4 полков, всего около 30 тысяч человек. Им на контролированной 4-м Хорватским корпусом НОАЮ территории Бании и Кордуна противостояли: 7-я Банийская дивизия, 8-я Кордунская дивизия, Банийский, Кордунский и Пласчанский партизанский отряды, всего около 13 тысяч человек.
В ходе операции до 20 декабря 1943 года немецко-усташско-домобранские войска сломили на всех направлениях сопротивление частей 4-го Хорватского корпуса и прорвались на подконтрольную партизанам территорию. Они захватили значительную часть партизанских баз, 60 тонн продовольствия на партизанских складах, угнали 3027 голов скота (по другим данным 4500 голов). В числе оружейных трофеев немцам достались 47 пулемётов и 189 винтовок. Немецкий прорыв на Кордун сорвал план Главного штаба народно-освободительной армии и партизанских отрядов Хорватии продвинуть 8-ю Кордунскую дивизию через Купу к линии коммуникации Загреб — Сисак. Следствием операции «Пантера» стало временное ослабление давление 4-го Хорватского корпуса на линии коммуникаций Карловац — Огулин и Сисак — Костайница — Бихач. Это облегчило для немцев связь с Адриатическим побережьем. Вместе с тем части 4-го Хорватского корпуса избежали уничтожения, а запланированная немцами депортация мужчин из Бании и Кордуна успеха не имела, так как партизаны своевременно организовали эвакуацию населения. Вскоре после завершения операции части корпуса привели себя в порядок и продолжили атаки на противника.

#### Операция «Хербстгевиттер-2»
Овладев в ходе операции «Хербстгевиттер» (в переводе с нем. Herbstgewitter — осенняя гроза) полуостровом Пелешац (5 октября — 13 ноября 1943 года) и Макарским побережьем (30 октября — 16 ноября 1943 года), немецкое командование не могло сразу продолжить борьбу за адриатические острова ввиду занятости войск 15-го горного армейского корпуса в операции «Цитен». После её окончания в первую очередь была подготовлена десантная операция на остров Корчула под условным названием «Хербстгевиттер-2». Для проведения операции задействовались два батальона 750-го полка 118-й егерской дивизии, артиллерийский дивизион 669-го полка, батальон береговой разведки дивизии «Бранденбург-800» и 20 плавсредств, итого около 2000 человек. Руководство операцией осуществляли командир 118-й дивизии генерал-лейтенант Йозеф Кюблер и командующий немецкими ВМС на Адриатике вице-адмирал Йоахим Лицманн.
Оборону восточной части Корчулы обеспечивала 13-я Далматинская бригада 26-й дивизии (без одного батальона). 1-я Заморская бригада НОАЮ защищала западную часть острова. Корчульский партизанский отряд располагался недалеко от Брны. По оценке историка Николы Анича, накануне операции серьёзную ошибку допустил оперативный штаб обороны острова, который, недооценив обстановку, принял решение перебросить 13-ю бригаду на Пелешац и атаковать там ряд немецких опорных пунктов. Для этого позиции 13-й бригады пришлось занять 1-й Заморской бригаде (около 800 бойцов). Как предполагается, это намерение оперативного штаба обнаружила немецкая разведка. Во время смены бригад немцы начали высадку морского десанта.
Операция началась 22 декабря после сильной артиллерийской подготовки. С первого налёта немцы высадились на слабозащищённой восточной части острова и, нанеся партизанским частям большие потери, вынудили их оставить остров в ночь с 24 на 25, а также с 25 на 26 декабря. В боях на Корчуле 26-я дивизия потеряла убитыми, пленными и пропавшими без вести 1155 человек. Наибольшие потери понесла 13-я бригада (из 1057 бойцов бригады эвакуировались 525), 1-я Заморская потеряла около 300 человек, Корчульский партизанский отряд — около 250 человек. Потери немцев составили около 100 человек убитыми и раненными. Взятием Корчулы немцы обрели удобную оперативную базу для дальнейших операций на центральных островах Далмации. По свидетельству историка Фабиана Трго, поражение на Корчуле имело тяжёлые последствия для всех югославских частей на островах. Это была одна из самых больших неудач, которые партизаны понесли во время войны в Далмации. Провал на Корчуле поставил под сомнение дальнейшую оборону других островов Средней Далмации и повлиял на моральный дух партизанских подразделений, так как там стали возникать опасения, что их может постигнуть участь 13-й бригады.

### Январь — февраль 1944 года: операция «Вальдрауш» и другие

#### Операция «Вальдрауш»
4 января 1944 года 2-я танковая армия начала третью и последнюю фазу цикла, открытого операцией «Шаровая молния». Новая операция имела условное название «Вальдрауш» (в переводе с нем. Waldrausch — лесной шум). Для прикрытия глубокого правого фланга операции «Вальдрауш» и оперативной маскировки её целей днём ранее, 3 января, была начата операция 69-го армейского корпуса под условным названием «Напфкухен» (нем. Unternehmen «Napfkuchen»), проводимая ударной группой в составе 187-й пехотной дивизии и 2-й бригады 1-й казачьей дивизии в районе между рекой Сава и линией Добой — Баня-Лука.
В операции «Вальдрауш» участвовали части 5-го и 15-го горных армейских корпусов. Как и в случае с операцией «Шаровая молния», непосредственное руководство операцией «Вальдрауш» осуществлял обергруппенфюрер Флепс. По оценке историка Клауса Шмидера, «Вальдрауш» также основывалась на оборонительной боевой задаче, поскольку немцы нацеливались на партизанскую группировку войск (1-я, 6-я и 11-я дивизии), сосредоточенную в районе Мрконич-Град — Травник — Купрес — Гламоч, с которой связывали наступление в Черногории. Югославские историки называют целью операции разгром частей 1-го Пролетарского, 5-го и 8-го корпусов в районе Прозора, Купреса и Гламоча и ликвидацию Верховного штаба НОАЮ, пребывавшего в районе города Яйце. Подтверждает факт намерения захвата Тито и приказ командующего 2-й ТА командиру 15-го корпуса о проведении операции «Вальдрауш» от 1 января 1944 года, в котором предусматривалось проведение специальной акции по захвату Верховного штаба в Яйце силами 92-го гренадерского моторизованного полка и отряда спецназа дивизии «Бранденбург-800» под командованием капитана Бёкля (нем. Boeckl).
Согласно плану операции, 1-я и 7-я горнопехотные дивизии наступали из района к югу от Добоя и Какани через линию Яйце — Травник — Бусовача. Они должны были широким серповидным охватом оттеснить партизанские соединения в долину верхнего течения Врбаса и там их уничтожить. Поддерживая это продвижение, на правом фланге 1-й горнопехотной дивизии наступали из района Баня-Луки два моторизованных полка. 92-й моторизованный полк и отряд Бёкля продвигались по направлению Ситница — Мрконич-Град — долина Брбаса к Яйце (операция «Яйце»). 901-й моторизованный учебный полк, усиленный 1-м батальоном 373-й (хорватской) пехотной дивизии, — на направлении Котор-Варош и навстречу 1-й горнопехотной дивизии. Ещё три боевые группы — БГ «Ливно» (4-й полк дивизии «Бранденбург-800», 105-й разведывательный батальон СС), БГ «Мостар» (дежурные подразделения из Мостара и хорватские воинские части), а также боевая группа 369-й пехотной дивизии в составе 4 батальонов — блокировали район операции с восточного, юго-восточного и юго-западного направлений, чтобы пресечь попытки прорыва партизанских соединений.
По югославским данным, в операциях «Вальдрауш» и «Напфкухен» участвовали около 116 тысяч человек. Однако по оценке Клауса Шмидера, несмотря на многочисленность задействованных контингентов, обе операции в итоге постигла неудача из-за ограниченности сил 2-й танковой армии. Так, один из двух моторизованных полков, действовавших на острие охватывающего удара, был вынужден всего через четыре дня возвратиться в Загреб, чтобы оттуда следовать в новый район боевых действий. Без замены ещё до начала операции передислоцировали на другой театр военных действий 114-ю егерскую дивизию, которая должна была обеспечивать западный участок оперативной зоны операции «Вальдрауш». За два дня до начала операции командование 2-й ТА оповестило главнокомандующего на Юго-Востоке, что «не может быть предотвращено с уверенностью уклонение противника на запад». Как и опасались в штабе 2-й ТА, 1-я и 11-я дивизии НОАЮ после упорной борьбы с частями 1-й горнопехотной дивизии избежали окружения и уничтожения даже не прорывом, а простым разворотом на 180 градусов. Они не стали отступать, как того ожидали немцы, под натиском 1-й горнопехотной дивизии через Врбас к Гламочскому, Ливаньскому и Дуваньскому полю, где их ждала бы неминуемая гибель. Вместо этого было принято рискованное решение пробиваться навстречу превосходящим силам неприятеля в момент, когда он меньше всего этого ожидал. Дорогу Травник — Яйце, контролируемую 1-й горнопехотной дивизией, которую накануне партизаны пересекли в южном направлении, партизаны снова перешли ночью 9 января в противоположном направлении и оказались позади своих «преследователей». Безуспешно завершилась и попытка захвата Верховного штаба НОАЮ во главе с Тито в ходе операции «Яйце».
Подводя итоги боевых действий, издание Военно-исторического института в Белграде отмечает, что немецким войскам удалось прорваться в Среднюю и Западную Боснию и отбросить части 1-го и 5-го корпусов НОАЮ с линий коммуникаций и крупных городов. Это позволило им расположить значительные силы в долине Врбаса и создать опорные пункты, обеспечивающие связь с Адриатическим побережьем. Вместе с тем части 1-го Пролетарского и 5-го Боснийского корпусов, несмотря на превосходство противника и сложные погодные условия, своей активной обороной и умелым маневрированием, хотя и со значительными потерями, но избежали окружения и уничтожения. Вскоре после окончания немецкого наступления 1-й и 5-й корпуса снова перехватили у противника оперативную инициативу.
Наряду с вышеизложенной оценкой, по заключению Клауса Шмидера, кроме нанесённых партизанам потерь (1162 убитых, 295 пленных), единственным ощутимым результатом операции «Вальдрауш» стало изгнание Тито и его правительства из Яйце.

#### Другие операции зимы 1943/1944 года
В продолжении зимнего цикла части 2-й танковой армии осуществили ряд успешных десантных операций по захвату адриатических островов: «Хербстгевиттер-3», остров Млет (31 декабря 1943 года); «Акула-2» (нем. «Haifisch II»), остров Шолта (12 января 1944 года); «Моргенвинд» (нем. «Morgenwind»), остров Брач (13 января 1944 года); «Хербстгевиттер-4» остров Хвар (19 января 1944 года). В ходе этих операций югославская сторона после неудачи на острове Корчула почти не оказывала сопротивления. С целью зачистки от партизан прибрежной зоны на участках между Нови и Карлобаг, а также Фиуме и Зара, немцы совершили до 20 января 1944 года операции «Адлер-1» и «Адлер-2». Всего в период зимы 1943/1944 года 2-я танковая армия провела на территории НГХ два десятка больших и малых антипартизанских акций. Завершила зимнюю кампанию операция «Эмиль» (нем. Unternehmen «Emil», 3—6 февраля 1944 года), в ходе которой 1-я горнопехотная дивизия нанесла значительное поражение 19-й дивизии НОАЮ.
После проведения зимних операций, вслед за 114-й егерской дивизией была переброшена на другой театр военных действий 1-я горнопехотная дивизия. После этого 2-й танковой армии пришлось ограничиться проведением с февраля по апрель 1944 года небольших боевых действий силами батальонов и полков.

## Итоги
Операция «Шаровая молния» была направлена на достижение оборонительных целей, связанных преимущественно с обороной Сербии. Её проведение стало возможным благодаря привлечению стратегического резерва главнокомандующего на Юго-Востоке — 1-й горнопехотной дивизии. Войска немецкого 5-го горного армейского корпуса СС прошли в ходе операции «Шаровая молния» территорию, контролируемую частями 2-го и 3-го корпусов НОАЮ, и нанесли 2-й и 5-й дивизиям значительные потери. Однако им не удалось уничтожить 2-ю, 5-ю, 17-ю и 27-ю дивизии. Вслед за этим во время операции «Шнештурм» немцы быстрыми и неожиданными действиями успели окружить и нанести чувствительные потери частям 3-го корпуса и 5-й дивизии, но как и в прошедшей операции, уничтожить их не смогли. В результате обеих операций немецкие войска овладели узлами линий коммуникаций Восточной Боснии и вытеснили партизан в труднопроходимую местность, что усложнило задачи их снабжения и реорганизации. Вместе с тем вследствие немецких операций Верховный штаб НОАЮ не был принуждён отвести свои соединения от западных границ Сербии. Также не был поставлен под сомнение, но лишь получил временную отсрочку готовящийся прорыв 2-й и 5-й дивизий НОАЮ в Сербию.
Боевые действия в ходе операций «Шаровая молния» и «Шнештурм» велись в зимних условиях заснеженной гористой местности. Борьба, длившаяся почти месяц, требовала большого напряжения людских сил. Партизанские части понесли значительные потери, увеличенные из-за расстрелов немцами пленных партизан, раненых и гражданского населения. Суровая зима, плохая одежда и, особенно, обувь, недостаточное питание, а также раненные ограничивали манёвренность и ударную мощь подразделений НОАЮ. Боевая обстановка часто вынуждала партизанские части преодолевать вброд водные преграды, что приводило к ещё большему обмораживанию людей. Из-за этого в некоторых частях из строя выбывало больше бойцов, чем из-за действий противника
В историографии представлены противоречивые данные об уроне, нанесённом частям Народно-освободительной армии Югославии в результате операции «Шаровая молния». Запись в журнале боевых действий ОКВ от 20 декабря 1943 года содержит сообщение командующего 2-й танковой армией Рендулича о потерях НОАЮ в размере 9000 человек. Наряду с этим в итоговом донесении 2-й танковой армии об операции «Шаровая молния» от 19 декабря 1943 года говорится, что партизаны потеряли убитыми 2926 человек и 2668 человек пленными (около 2000 пленных были бывшими военнослужащими итальянской армии). Разбирая данные о потерях партизан, историк Клаус Шмидер приводит высказывание командира 7-й горнопехотной дивизии СС «Принц Евгений» Карла фон Оберкампа, согласно которому в германских штабах мало для кого было тайной, что такие числа большей частью основывались на чистой неправде. Немецкие оружейные трофеи в операции «Шаровая молния» составили 1604 винтовки и 107 пулемётов. Как отмечает Клаус Шмидер, достигнутые результаты операции «Шаровая молния» не отвечали связанным с ней ожиданиям «действительно громкого и решающего успеха». Собственные потери войск 2-й армии в ходе операции «Шаровая молния» включали 106 человек убитыми, 535 ранеными и 7 пропавшими без вести.
В противоположность немецким сведениям, по данным югославских источников, потери 3-го Боснийского корпуса в операциях «Шаровая молния» и «Шнештурм» составили: 135 человек убитыми, 141 человек ранеными, 250 человек пропавшими без вести, а также 190 человек обмороженными. 5-я Краинская дивизия потеряла за период с 4 декабря 1943 по 1 января 1944 годов 108 человек погибшими, 36 человек тяжелоранеными, 124 человека легкоранеными и 114 человек пропавшими без вести. В бою около Приеполя потери 2-й Пролетарской дивизии включали: 2-я Пролетарская бригада потеряла убитыми и пропавшими без вести 139 человек, 1-я Шумадийская — 200 человек, артиллерийский дивизион 2-й Пролетарской дивизии утратил убитыми и пропавшими без вести 101 человека (в основном из числа приданного состава Итальянской партизанской дивизии «Гарибальди»). Раненых было около 200 человек. Кроме этого в плен попал почти весь итальянский рабочий батальон численностью около 350—400 человек.
Зимний цикл операций 2-й танковой армии осуществлялся на пике численности немецких войск, дислоцированных в Хорватии и Черногории. Оценивая результаты зимних антипартизанских операций декабря 1943 — января 1944 года, издание Института славяноведения РАН отмечает: «В итоге оккупанты и их пособники смогли вытеснить партизан из ряда районов в центральной, приморской, юго-восточной и северо-западной частях Югославии. Однако германскому командованию не удалось радикально переломить ситуацию в свою пользу, уничтожить крупные сосредоточения партизанских контингентов, в том числе оперативную группу дивизий во главе с Верховным штабом. Территория, подконтрольная партизанам, в большой своей части сохранилась, а затем вновь стала расширяться в ходе их активных контрдействий».
Неудовлетворительные результаты зимнего цикла операций 2-й танковой армии, инициированного «Шаровой молнией», вызвали спор о стратегии борьбы с НОАЮ между командиром 15-го горного армейского корпуса генералом инфантерии Эрнстом фон Лейзером и командующим армией генерал-полковником Лотаром Рендуличем. В шифрованной телеграмме от 24 декабря 1943 года, адресованной Рендуличу, Лейзер выразил мнение, что операции, подобные «Шаровой молнии», не могут принести выгоды в долгосрочной перспективе, так как не связаны с долговременной охраной отвоёванных территорий и скорее подрывают, а не укрепляют доверие населения к оккупационной власти. По убеждению фон Лейзера, проведение таких операций требовало концентрации войск в ущерб безопасности других районов, а также приводило к тратам сил, которые редко оправдывались достигнутыми результатами. С учётом этого, фон Лейзер выступил за постоянную и плотную оккупацию отдельных территорий. По его убеждению, лишь по мере достижения стабильной безопасной обстановки в занимаемых районах, следовало пытаться расширять немецкое присутствие на соседние территории, завоёвывая их по частям. Несмотря на то, что предложения фон Лейзера были отвергнуты Рендуличем, спор о стратегии между двумя генералами продолжился и к маю 1944 года достиг такого накала, что потребовалась официальная попытка их примирения. Полемика между военачальниками завершилась с переводом Рендулича на другую должность 23 июня 1944 года.
Анализируя обстановку, сложившуюся на оккупированных землях Югославии в конце 1943 — начале 1944 годов, Клаус Шмидер заключает, что в сравнении с попытками 2-й танковой армии укрепить положение оккупантов за счёт зимнего цикла антипартизанских операций, более важное значение имели: решение состоявшегося 29—30 ноября 1943 года II сессии АВНОЮ об образовании Национального комитета освобождения Югославии с функциями временного правительства, принятие в итоговой декларации Тегеранской конференции от 1 декабря 1943 года решения о том, что «максимально возможная» военная помощь Народно-освободительной армии является одной из военных целей Объединённых наций, а также признание Великобританией и США 15 декабря 1943 года Верховного главнокомандующего НОАЮ маршала Тито равноправным союзным командующим.
В своей оценке положения НОАЮ после немецких зимних операций Клаус Шмидер констатирует:

С военной точки зрения положение партизанского движения отличалось от прошлогоднего значительным ослаблением позиций немецких оккупантов, контролем над обширными территориями, лишь частично утраченными зимой 1943/44 года, а также силой Народно-освободительной армии… Эти рамочные условия предоставили партизанскому руководству хотя и не абсолютную, но значительную защиту от немецких попыток достичь военного решения посредством временной концентрации сил в отдельной операции (как в операции «Шварц»). В стратегическом плане утрата островного предполья была для НОАЮ менее важна, чем сохранение большей части Черногории, в результате чего немецкое командование столкнулось с опасностью возможного в любой момент вторжения соединений Народно-освободительной армии в доселе относительно спокойную Сербию и, таким образом, неизбежно было вынуждено перейти к обороне.
Оригинальный текст (нем.)In militärischer Hinsicht unterschied sich die Lage der Partisanenbewegung von der des Vorjahres durch eine deutlich schwächere Position der deutschen Besatzer, die umfangreichen, im Winter 1943/44 nur z.T. wieder verlorenen Geländegewinne sowie die Stärke der Volksbefreiungsarmee... Diese Rahmenbedingungen gewährten der Partisanenführung eine zwar nicht absolute, aber doch erhebliche Sicherheit vor deutschen Versuchen, mittels vorübergehender Schwerpunktbildungen in einer einzigen Operation (wie bei »Schwarz«), eine militärische Entscheidung zu erzwingen.
 Strategisch gesehen wog der Verlust des Inselvorfelds weit weniger schwer als die Behauptung des größten Teils Montenegros; wurde die deutsche Führung hierdurch doch mit der Gefahr eines jederzeit möglichen Einfalls der Großverbände der Volksbefreiungsarmee
in das bisher verhältnismäßig ruhige Serbien konfrontiert und somit geradezu zwangsläufig in die Defensive gedrängt.

### Комментарии
1. ↑  Югославский историк Младенко Цолич представляет операции «Кугельблиц» и последовавшую за ней «Шнештурм[серб.]» как два этапа Восточно-Боснийской зимней операции[1]. 

Немецкий историк Клаус Шмидер[нем.] объединяет в единый цикл крупные антипартизанские операции «Кугельблиц», «Шнештурм» и «Вальдрауш», осуществлённые в Восточной Боснии, Санджаке и Западной Боснии 2-й танковой армией в декабре 1943 — январе 1944 годов[2]. Согласно определению монографии «Други ударни корпус», операция «Кугельблиц» была составной частью цикла германских зимних операций 1943/1944 года, предпринятых с целью нанесения поражения силам НОАЮ в тылу немецкой обороны югославского Адриатического побережья, овладения линиями коммуникаций, которые обеспечивали связь с побережьем, а также изгнания партизанских группировок из Восточной Боснии и Санджака для устранения угрозы их прорыва в Сербию[3].
2. ↑  В период с 15 марта до 20 мая 1944 года специальная Ударная группа дивизий Верховного штаба НОАЮ (2-я Пролетарская и 5-я Краинская дивизии) совершила с боями рейд по Западной Сербии и вернулась в Санджак[4][5].
3. ↑  Сфера ответственности 2-й танковой армии включала НГХ и Черногорию (26 августа 1943 — 2 декабря 1944), а также Албанию (с 8 сентября 1943))[13].
4. ↑  Имеющиеся в распоряжении немцев расшифрованные радиосообщения партизан указывали на то, что решение Верховного главнокомандующего НОАЮ И. Броз Тито о прорыве в Сербию явилось в первую очередь следствием предложенного западными союзниками на Московской конференции министров иностранных дел СССР, США и Великобритании (19—30 октября 1943 года) раздела районов действий народно-освободительного движения во главе с КПЮ и четников. Это фактически превратило бы националистические силы Дражи Михайловича в «неприступный резерв в Сербии». Как отмечает историк, результаты дискуссий по этому вопросу, похоже, были расценены Тито, как указание на неминуемую угрозу. Успешный прорыв соединений НОАЮ в Южную Сербию устранил бы основу для таких союзных планов[18].
5. ↑  16-я Воеводинская дивизия не вела больших боевых действий в ходе немецких операций «Шаровая молния» и «Шнештурм». Разделившись на две группы, ей удалось в результате маневрирования уклониться от противника[33].
6. ↑  Остальные соединения 2-го ударного корпуса имели следующее расположение: Итальянская дивизия «Венеция» находилась в районе Плевли и завершала переформирование в Итальянскую партизанскую дивизию «Гарибальди». 3-я ударная дивизия, разделённая побригадно, пребывала в долинах Лима, Тары и Зеты. 29-я Герцеговинская дивизия дислоцировалась в Герцеговине[34].
7. ↑  В югославской историографии операцию также называют «Кривайской[серб.]» (сербохорв. krivajska operacija)[48].
8. ↑  В составе дивизии «Бранденбург-800» действовало состоящее из двух взводов специальное подразделение под командованием капитана Бёкля, задача которого состояла в подготовке и осуществлении операции по ликвидации Верховного главнокомандующего НОАЮ Иосипа Броза Тито[75].
9. ↑  На рубеже 1943/1944 годов численность немецких войск на югославских землях достигла своего пика за всю войну и составила 18 дивизий и три отдельных полка, объединённых в 4 корпуса и одну армию, всего около 250 тысяч человек. Однако максимальная численность сохранялась недолго. К середине февраля 1944 года произошла передислокация бригады СС «Нидерланды», 277-й и 371-й пехотных дивизий, 1-й горнопехотной дивизия, а также 100-й и 114-й егерских дивизий на другие театры военных действий. До времени, когда Красная армия вошла в Югославию, 2-я танковая армия имела в среднем от 11 до 12 дивизий и фактическую численность, редко превышавшую более 180 тысяч человек[93].
10. ↑  Клаус Шмидер отмечает, что, несмотря на понесённые потери, после немецких антипартизанских операций зимы 1943/1944 года численность НОАЮ приближалась к 300 тысячам человек[17]. Согласно изданию военно-исторического института в Белграде, в конце 1943 года НОАЮ насчитывала 300 тысяч человек[96].